# 寄絃
寄絃（よつら）とは、古代日本の神道において、神事の際に魔除けのために梓弓の弦を打ち鳴らす行事のこと。
巫女が祈祷を行うのに先んじてこれを行ったとされている。『豊受皇太神御鎮座本紀』によれば、天鈿女命が弓を並べて叩いたのが和琴の由来であると伝えており、古来においては弓は神事における楽器の一つとしても用いられていた。藤原明衡の『新猿楽記』にも寄絃の儀を行う巫女の姿が描かれている。
『源氏物語』にて、病で苦しむ葵上のために光源氏らが巫女を呼んでこの行事を行わせたところ、六条御息所の生霊が出現したとされている。